# شبكة شباب الشرق الأوسط
شبكة شباب الشرق الأوسط هي شبكة إقليمية إلكترونية توظّف قوة الإعلام الاجتماعي، أو الإعلام البديل، كأداة للتغيير في منطقة الشرق الأوسط وشمال أفريقيا، على مستوى الشباب، على كافة الأصعدة، الإنسانية، السياسية، الاقتصادية، الاجتماعية. ويديرها مجموعة من النشطاء المتطوّعين من كافة دول المنطقة.
تدعّم الشبكة الحريات، لاسيّما حرية التعبير عن الرأي، حقوق الإنسان، حقوق الاعتقاد الديني، حقوق الأقليات، تقبّل الآخر، والتسامح. وتكافح حجب الإنترنت، الرقابة، الديكتاتورية، الإرهاب، التطرّف، العصبية، العشائرية، والطائفية. وتكسر الشبكة بذلك الحدود، الجغرافية والاجتماعية على السواء، بين شباب المنطقة، وتفتح لهم آفاقًا إبداعية رحبة للتعبير عن آرائهم، تجاربهم، وخبراتهم بحرية تامة، بالإضافة لتبادل المعلومات بين بعضهم البعض.
تشكّل الشبكة قناةً هامةً في مجال الإعلام الاجتماعي في المنطقة، حيث ترصد ما تخفيه الحكومات من انتهاكات ضد الأقليات وقيم الحريات الفردية. وتشارك بذلك في رفع الحجب الأبويّ، من قِبل حكومات المنطقة، على وسائل الإعلام التقليدي، عبر وسيط غير تقليدي – وهو الإنترنت.
موقع شباب الشرق الأوسط، وهو موقع الشبكة الرئيسي، يصدر بثلاث لغات، وهم الإنكليزية، والذي انطلق عام 2006، بالإضافة للعربية و الفارسية، اللذان انطلقا معًا في أواخر عام 2008. بالإضافة لسلسلة ضخمة من المشاريع والحملات والمبادرات، يفوق عددهم العشرين مشروعًا.
يحرر مقالات الشبكة، باللغات الثلاثة، حوالي 300 مؤلف من كل الأطياف والأعراق والتوجهات والجنسيات في المنطقة.
شبكة شباب الشرق الأوسط تتبع منظمة شباب الشرق الأوسط، وهي منظمة غير حكومية، غير سياسية، وغير ربحية، أسستها الناشطة البحرينية إسراء الشافعي، زميلة منظمتيّ تيد و إيكوينغ غرين [الإنجليزية]، في عام 2006.

## رسالة الشبكة
تؤسس شبكة شباب الشرق الأوسط لحوارات فاعلة ومؤثرة قائمة على الاحترام المتبادل بين مختلف الأطياف الشبابية في المنطقة، بغض النظر عن الطوائف والأعراق، أو التوجهات الاجتماعية أو الاقتصادية، أو المعتقدات السياسية أو الدينية أو المذهبية أو اللادينية التي يتبنوها؛ من أجل خلق تغيير اجتماعي، والتأكيد على إمكانية تحقيق الاستقرار القائم على التعاون المشترك رغم الاختلاف.

## أهداف الشبكة
تهدف الشبكة لإحداث تغيير حقيقي في واقع منطقة الشرق الأوسط وشمال أفريقيا، حيث تهدف إلى نشر ثقافة الحرية، احترام وتقبّل الآخر، مساندة الأقليات المعزولة، القضاء على التوترات والصراعات التي تحتشد بها دول المنطقة، ونبذ العنف والطائفية والعنصرية بكل أشكالها، من خلال إتاحة الفرصة لأكبر عدد من المشاركين لتحرير مقالاتهم على الموقع بلا رقابة أو حذف، بالإضافة لسياسة التعليقات التي تتيح للزائرين نقد المحتوى بحرية تامة، وبلا أدنى تدخّل من المحررين.
هدف الشبكة الأسمى هو حرية التعبير عن الرأي بلا مساومة.

## وسائل ووسائط الشبكة
كل محتوى، مشاريع، وتطبيقات الشبكة هي ذات مصدر مفتوح، كي تكفل حق الوصول للمعلومات لكل مستخدمي الإنترنت حول العالم.
تعتمد الشبكة في تحرير محتواها على حرية المؤلفين أنفسهم، فمحتوى الشبكة كله هو محتوى مولّد من قِبل المستخدمين. وفي مستطاع أي قارئ أن ينضم للشبكة، ليحرر المقالات تحت أي وسم أو تصنيف، بلا أدنى مراقبة من قِبل المحررين.
تستخدم الشبكة كل وسائط النشر المتاحة لوسائل الإعلام الاجتماعي، سواء عبر المقالات المكتوبة، الملفات المسموعة، آرابيكاست شبكة شباب الشرق الأوسط، ملفات الڤيديو، الصور، القصص المصوّرة، الإذاعة عبر الإنترنت، والتلفاز، حيث يوجد تلفاز خاص بالشبكة على شبكة الإنترنت. بالإضافة لصفحات التواصل المتعددة على مواقع التواصل الاجتماعي المختلفة.

## مشاريع وتطبيقات الشبكة
تدير شبكة شباب الشرق الأوسط أكثر من عشرين حملة، مبادرة، ومشروع، غير مواقعها الرئيسية، غير أنها ساعدت في تصميم واستضافة أكثر من مائتي موقع حقوقي لمدوّنين ومبادرين من منطقة الشرق الأوسط، بالإضافة لتطبيقات الشبكة المتعددة.

### مشاريع الشبكة
تدير شبكة شباب الشرق الأوسط عدة مشاريع، منها؛ أهواء، كراود ڤويس، ميد إيست توونز، حقوق العمالة الأجنبية، الحرية لكريم عامر، الشبكة الإسلامية لحقوق البهائيين نسخة محفوظة 12 يونيو 2010 على موقع واي باك مشين.، حركة 18 مارس، إسرائيليون من أجل فلسطين، تحالف الدفاع من أجل حقوق الأكراد، بطاقات بريدية لإيران، معرض صور شبكة شباب الشرق الأوسط.

### تطبيقات الشبكة
طوّرت الشبكة عدة تطبيقات، منها تطبيق الكاسر، ميد إيست توييتس، خارطة الأقليات، بالإضافة لتطبيقات أخرى للهواتف الذكية، و منتجات آپل، وتطبيقات خاصة بموقع التواصل الاجتماعي، فيسبوك، ضمن تطبيقات وملحقات أخرى كثيرة.

## جوائز الشبكة
حازت شبكة شباب الشرق الأوسط على عدة جوائز، منها، جائزة منظمة أطلس للأبحاث الاقتصادية لأفضل مشروع فكري جديد في مجال المبادرة الاجتماعية عام 2007. وجائزة بيركمان من مركز بيركمان للإنترنت والمجتمع بمدرسة الحقوق بجامعة هارڤارد الأمريكية “لمساهمة الشبكة الاستثنائية على شبكة الإنترنت وتأثير ذلك على المجتمع في العقد الأخير” عام 2008. وجائزة مؤسسة ثينك سوشيال عن مبادرة 18 مارس، التي تحيي ذكرى وفاة أول مدوّن في السجن، وهو المدوّن الإيراني أوميد رضا، عام 2009. وجائزة لجنة التحكيم لتصنيف حقوق الإنسان لمسابقة (The BOBs)، عام 2011. بالإضافة لزمالتي مؤتمر تيد الدولي 2009، ومنظمة إيكوينغ غرين 2009، التي حازت عليهما مديرة الشبكة.

## شراكات الشبكة
أسست شبكة شباب الشرق الأوسط شراكات مثمرة مع وسائل الإعلام الكلاسيكي والاجتماعي على السواء، مثل شراكة التعاون مع صحيفة تزايت الألمانية العملاقة في الماضي، وحاليًا ترتبط الشبكة بشراكات توأمة مع مؤسسات عملاقة ومواقع إلكترونية مثل مجلة الحسناء اللبنانية العريقة، راديو صوت بيروت إنترناشيونال، شبكة أبناء مصر، و تسجيلات المدوّن أحمد غربية من أرشيف إذاعة البرنامج الثاني.
1. ↑  جوائز الشبكة. شبكة شباب الشرق الأوسط [وصلة مكسورة] نسخة محفوظة 14 مارس 2013 على موقع واي باك مشين.

"/>http://www.mideastyouth.com/ar</ref> 
1. ↑  <موقع شبكة شباب الشرق الأوسط="<http://www.mideastyouth.com/ar/?page_id=12="موقع[وصلة مكسورة] شبكة شباب الشرق الأوسط العربي">